# 鬼界ヶ島
鬼界ヶ島（きかいがしま）とは、平安時代末期の1177年（治承元年）の鹿ケ谷の陰謀により、俊寛、平康頼、藤原成経が流罪にされた島。延慶本『平家物語』では「鬼界嶋」のほか「鬼海嶋」「流黄嶋」「油黄嶋」などの表記もみられる。
古代日本人は屋久島と口之島の間に国境の意識をもっていたともいわれ、「鬼界島」は「果てしなく遠い絶海の孤島を表現する一般的島名」とする見方もある。広義には南島諸島の総称として用いられ、鎌倉時代以後は十二島として薩摩国河辺郡に属した。

## 概要
『平家物語』のうち覚一本（屋代本）では「鬼界嶋」に流されたとしているが、延慶本では「鬼界嶋」は異名で「油黄嶋（油黄島）」であるとする。ただ、延慶本などでは三人は当初別々の島に流されていたとしている（後述）。
島の状況について延慶本『平家物語』第一末に記述がある。
「嶋ノ中ニ高キ山アリ。嶺ニハ火モへ」は活火山のことと考えられ、「鬼界嶋」が鹿児島県の硫黄島であるとする説でその根拠になっている。「其地乾地ニシテ、田畠モナケレバ米穀モナシ」については、『三島村誌』第一編が頂上付近の亜硫酸ガスが酢雨（酸性雨）となって農作物に影響をもたらすことがあるとしている。『三島村誌』第四編では水田耕作が行われていた可能性についての古老談があるが一時期に終わったものとみられている。「麓ニハ雨降テ、雷鳴事隙ナケレバ」も硫黄島の年間総雨量が3125ミリ（『三島村誌』）で、硫黄岳の噴煙を雲核としたスコールが頻繁にあったのではないかと推測されている。
『平家物語』康頼祝詞によると、成経の縁戚の平教盛の領地である肥前国鹿瀬庄から衣食が送られ、他の二人はこれに寄食していたという。康頼は島の「岩殿」を熊野権現に見立てて成経を誘って帰洛を祈願したが、俊寛は与せず『平家物語』は「俊寛僧都は、天性不信第一の人」とし、『源平盛衰記』は宗教的教理が理由で与しなかったとしている。
延慶本『平家物語』によれば、治承2年（1178年）に康頼と成経は赦免され、翌年には都に戻った。しかし、俊寛のみは赦されず、一人残されたまま島で亡くなった。

## 島の比定
「鬼界嶋」がどの島に当たるかは関連史料が少なく明確でない。鹿児島県の硫黄島、喜界島、長崎県の伊王島など複数の説があるが、硫黄島とする説が最も有力とされている。
- 伊王島説（長崎県）
  - 長崎県の伊王島には俊寛の墓がある。しかし、延慶本『平家物語』第二本や平康頼が帰還後に著した『宝物集（第二種七巻本系）』に「薩摩国」とあること、延慶本『平家物語』では火山がある（「嶺ニハ火モへ」）としており合致しない[1]。
- 喜界島説（鹿児島県）
  - 俊寛の墓と銅像がある。墓を調査した人類学者の鈴木尚によると、出土した骨は面長の貴族型の頭骨で、島外の相当身分の高い人物であると推測された。[要出典]
  - 三人が流された当時の喜界島は琉球王国統治時代よりも古い「無所属時代」であるとされ「薩摩国」の記述に合致しない問題がある[1]。また火山がない点も合致しない[1]。
- 硫黄島説（鹿児島県）
  - 硫黄島は薩摩国にあり火山の硫黄岳がある点で延慶本『平家物語』の記述と一致する[1]。
  - 『愚管抄』によれば、「俊寛ト検非違使康頼トヲバ硫黄島ト云フ所ヘヤリテ、カシコニテ俊寛ハ死ニケリ」とあり、歴史的な事実として俊寛は硫黄島に流刑になったと考えられる[3]。
  - 『平家物語』の「蛮岳」に「岩殿」と名付けたとされているのは、硫黄岳の前衛峰の稲村岳という説がある[2]。また、硫黄島には康頼が勧請したと伝わる「熊野神社」という神社がある[2]。
  - 1995年（平成7年）5月に建てられた俊寛の銅像と俊寛堂がある。俊寛堂は俊寛の死を哀しんだ島民が謫居跡に俊寛の墓を移したとされ、拝所としていた場所に建てられたもので、毎年盆には送り火を焚いて悼む行事も行われてきた。なお、火山の硫黄によって海が黄色に染まっていることから、「黄海ヶ島」と名付けられたとの説がある。
  - 三人が硫黄島で居住した場所については、島の北東岸の穴の浜北沢とする説もあるが、島の北の大谷（ウータン）にある岩の迫が最有力とされている[2]。

鬼界ヶ島を含む南島諸島は平安時代までは境界領域として帰属の定まらない状態だったが、鎌倉時代に入ると源頼朝によって派遣された天野遠景によって「貴海島征伐」が行われ、公式に日本国に組み込まれた。以後、鬼界ヶ島は所領単位として十二島と称され、薩摩守護の島津氏が地頭、北条氏の代官である千竈氏が郡司として支配した。

## 延慶本等の記述
『平家物語』のうち延慶本では、藤原成経、平康頼、俊寛は、当初は異なる島に流刑されていたとしており、「端五島ガ内、少将ヲバ三ノ迫ノ北ノ油黄島、康頼ヲバアコシキノ島、俊寛ヲバ白石ノ島ニゾ捨置ケル」と記している。
また『平家物語』の増補本の一つである長門本でも「きかいは十二の島なれば、くち五島は日本に随へり、おく七島はいまだ我朝に従はずといえり、白石、あこしき、くろ島、いわうが島、あせ納、あ世波、やくの島とて、ゑらぶ、おきなは、きかいが島といへり、くち五島のうち、少将をば三のとまりの北いわう島に捨ておく、康頼をばあこしきの島、しゅんかんをば白石がしまにぞ捨置ける」とあり、3人は別々の島に流刑になり、その後に硫黄島に集結したことになっている。
- 藤原成経（右近衛少将）について、延慶本で述べられた「少将ヲバ三ノ迫ノ北ノ油黄島」の「三ノ迫」はデン島であり、その北に位置するとされる「油黄島」は硫黄島であるとする説がある[5]。一方、長門本でこれに相当する「三のとまりの北いわう島」について「三のとまり」は口永良部島（「いわう島」が硫黄島）であるとする説もある[3]。
- 平康頼の流刑地は延慶本では「アコシキノ島」となっており、『三島村誌』では転訛から考えて悪石島（トカラ列島）であるとするが、「端五島ガ内」にトカラ列島は含まれないとして口永良部島であるとする説もある[5]。長門本では「あこしきの島」となっているが甑島とする説もある[3]。
- 俊寛の流刑地の「白石ノ島」については、宮古島説（伊地知季安『南聘紀考』）、宝島説（『三島村誌』）もあるが、「端五島ガ内」に含まれないとして竹島であるとする説もある[5]。

『平家物語』には読み本系と語り本系があり、語り本系の覚一本（屋代本）では時間軸の線条化により大幅に整理されている。三人が最初から揃って同じ島に流されたという認識は覚一本や流布本系統の『平家物語』によって形成された。
『源平盛衰記』でも、康頼は「ちとの島」、俊寛は「白石の島」、成経は「硫黄島｣に最初は別々に流され、後に硫黄島に合流したと記載されている。なお、後世の文学作品では経緯が異なるものもあり、芥川龍之介の『俊寛』では琉球まで舞台を広げている。